# Baron Raglan

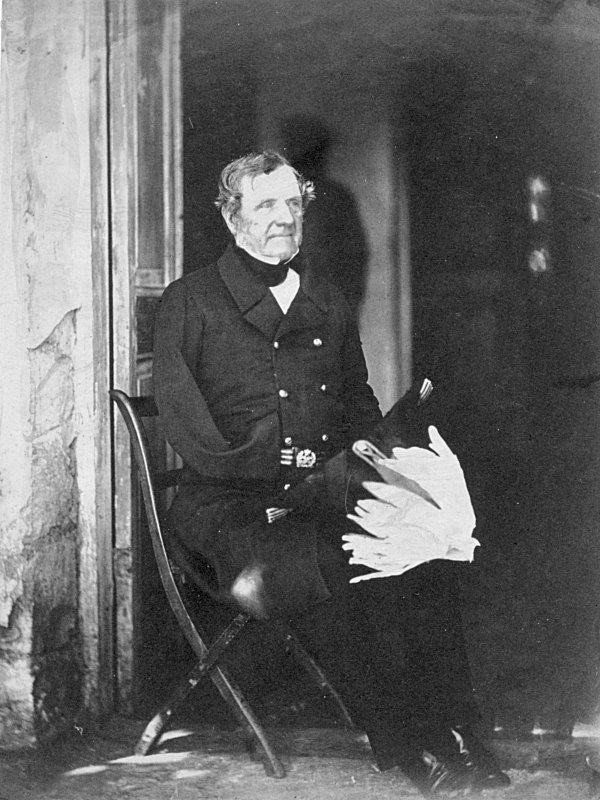
Raglan

Baronowie Raglan 1. kreacji (parostwo Zjednoczonego Królestwa)
- 1852–1855: FitzRoy James Henry Somerset, 1. baron Raglan
- 1855–1884: Richard Henry FitzRoy Somerset, 2. baron Raglan
- 1884–1921: George FitzRoy Henry Somerset, 3. baron Raglan
- 1921–1964: FitzRoy Richard Somerset, 4. baron Raglan
- 1964–2010: FitzRoy John Somerset, 5. baron Raglan
- 2010– : Geoffrey Somerset, 6 baron Raglan

Dziedzic tytułu barona Raglan: Geoffrey Somerset